# The Final Experiment
A The Final Experiment egy progresszív metal album, melyet   Arjen Anthony Lucassen holland zenész adott ki 1995-ben. Eredeti címe Ayreon: The Final Experiment volt, és a borítón nem volt megjelölve az előadó, később az "Ayreon"-t leválasztották, és ez lett az Ayreon-project névadója.
Konceptalbumként egy hatodik századi vak brit bárd, Ayreon történetét meséli el. Tudósok az apokaliptikus 2084-es évre kifejlesztenek egy Idő Telepátia nevű technológiát, aminek segítségével üzeneteket tudnak küldeni a múltba, hogy figyelmeztethessék az elődöket a veszélyre. Ayreon a vakságának köszönhetően egy különleges hatodik érzékkel rendelkezik, aminek segítségével érzékelni tudja ezeket az üzeneteket különböző látomások formájában.
2004-ben Arjen kiadót váltott (Transmission Records-ról az InsideOut Music-ra) és ekkor kiadta az összes régi Ayreon albumot újra, a The Final Experiment-el együtt. Az újrakiadás egy ajándék lemezt is tartalmaz kilenc újrakevert dallal az eredeti albumról.

## Számok listája
Prologue (Prológus) – 1. szám

Act I: 'The Dawning (I. felvonás: Hajnal) – 2-4. szám

Act II: 'King Arthur's Court (II. felvonás: Artúr király udvara) – 5-7. szám

Act III: 'Visual Echoes (III. felvonás: Látomások visszhangjai) – 8-11. szám

Act IV: 'Merlin's Will And Ayreon's Fate (Merlin végrendelete és Ayreon végzete) – 12-15. szám
1. "Prologue" – 3:16
  - The Time Telepathy Experiment
  - Overture
  - Ayreon's Quest
2. "The Awareness" – 6:36
  - The Premonition
  - Dreamtime (Words Become A Song)
  - The Awakening
3. "Eyes Of Time" – 5:05
  - Eyes Of Time
  - Brainwaves
4. "The Banishment" – 11:08
  - A New Dawn
  - The Gathering
  - The Accusation
  - The Banishment
  - Oblivion
5. "Ye Courtyard Minstrel Boy" – 2:45
6. "Sail Away to Avalon" – 4:02
7. "Nature's Dance" – 2:27
8. "Computer Reign (Game Over)" – 3:24
9. "Waracle" – 6:44
10. "Listen To The Waves" – 4:58
11. "Magic Ride" – 3:35
12. "Merlin's Will" – 3:20
13. "The Charm Of The Seer" – 4:11
14. "Swan Song" – 2:44
15. "Ayreon's Fate" – 6:55
  - Ayreon's Fate
  - Merlin's Prophecy
  - Epilogue

Bónusz lemez
1. "Dreamtime" (vokál: Astrid van der Veen az Ambeonból és a The Endorphins-ból) – 4:19
2. "Eyes of Time" (vokál: Ruud Houweling) – 3:25
3. "The Accusation" (vokál: Rodney Blaze) – 3:49
4. "Ye Courtyard Minstrel Boy" (vokál: Esther Ladiges) – 2:50
5. "Sail Away to Avalon" (vokál: John JayCee Cuijpers a Parris-ből) – 3:26
6. "Nature's Dance" (vokál: Peter Daltrey) – 2:03
7. "Waracle" (vokál: Marcela Bovio a Stream of Passion-ből és az Elfonía-ból) – 5:16
8. "Merlin's Will" (vokál: Irene Jansen ex-Karma tag) – 3:29
9. "The Charm of the Seer" (vokál: Robby Valentine) – 3:29

## Készítők

### Vokál
- Arjen Anthony Lucassen
- Barry Hay (Golden Earring)
- Edward Reekers
- Ian Parry (Elegy)
- Jan-Chris de Koeijer (Gorefest)

[Jay van Feggelen
- Lenny Wolf (Kingdom Come)
- Leon Goewie (Vengeance)
- Robert Soeterboek (Cotton Soeterboek Band)
- Ruud Houweling (Cloudmachine)
- Debby Schreuder
- Mirjam van Doorn
- Lucy Hillen

### Hangszer
- Arjen Anthony Lucassen – gitár, basszusgitár, billentyű
- Cleem Determeijer – billentyű
- Ernst van Ee (Trenody) – dob
- Jan Bijlsma -basszusgitár
- Jolanda Verduijn – basszusgitár
- Peter Vink – basszusgitár
- Rene Merkelbach – billentyű

### A bónusz lemez hangszeresei
- Arjen Anthony Lucassen – akusztikus, elektromos, basszusgitár, dob
- Davy Mickers (Stream of Passion) – dob
- Peter Vink – akusztikus basszusgitár
- Marieke van der Heyden – cselló
- Ewa Albering – fuvola
- Lori Linstruth – elektromos gitárszólók
- Jeroen Goossens – különböző fúvós hangszerek
- Dewi Kerstens – cselló
- Robby Valentine – zongora

### Borító
- Arjen Anthony Lucassen
- Ruud Houweling
- Richelle Rijst
- Jacoby Peters